# Corynura chiloeensis
Corynura chiloeensis là một loài Hymenoptera trong họ Halictidae. Loài này được Cockerell mô tả khoa học năm 1918.